# Woord en Daad
Woord en Daad (officieel: Stichting Reformatorische Hulpaktie Woord en Daad) is een christelijke organisatie voor ontwikkelingssamenwerking, gevestigd in Gorinchem. De organisatie heeft een protestants-christelijke achterban, veelal uit reformatorische kerken.

## Geschiedenis
Een weeshuis in India vormde in 1973 de aanleiding voor de oprichting van Woord en Daad. In april 1973 bezocht fruithandelaar Ivo 't Lam een bijeenkomst in Leerdam, waar dominee Herman Hegger vanuit zijn stichting In de Rechte Straat vertelde over een weeshuis in India. Dit raakte ‘t Lam zodanig dat hij samen met zijn vrouw een collecte voor het weeshuis op touw zette. Hij nam contact op met dominees van verschillende gereformeerde gezindten voor het vormen van een comité van aanbeveling, en liet Hegger een artikel schrijven in het Reformatorisch Dagblad. De actie leverde 80.000 gulden op. Door dit succes besloot 't Lam een stichting op te richten voor structurele hulpverlening op reformatorische grondslag. Dit werd Stichting Woord en Daad. De hulpverlening van de nieuwe stichting begon met kleine projecten. Na een noodhulpactie aan Guatemala, dat in 1976 door een aardbeving getroffen was, groeide de organisatie sterk. Vervolgens werd het werkterrein uitgebreid naar landen als Nicaragua, Colombia, Haïti, Indonesië en de Filippijnen.
Tussen 1994 en 2018 stond Woord en Daad onder leiding van directeur Jan Lock. Onder zijn leiding groeide Woord en Daad uit tot een organisatie die actief was in 22 landen, met ruim 50.000 donateurs, een budget van ruim 30 miljoen euro en zo'n 80 werknemers. Het merendeel van het budget komt uit donaties van burgers en bedrijven. De rest bestaat uit subsidies vanuit de overheid.

## Activiteiten en samenwerking
Woord en Daad heeft projecten in Afrika, Azië en Midden- en Zuid-Amerika, op het gebied van  onderwijs (onder andere aids-voorlichting), arbeid en inkomen (bijvoorbeeld training op klimaatbestendige landbouwmethodes en het verstrekken van microkredieten), basisvoorziening (onder andere financiële adoptieprogramma's) en noodhulp bij rampen. De buitenlandse projecten worden uitgevoerd via lokale christelijke partners. Zo wordt er in Haïti samengewerkt met Parole et Action en in Bangladesh met Inclusive Home Solution. In Nederland werkt Woord en Daad onder meer aan het creëren van politiek en maatschappelijk draagvlak voor internationale samenwerking en het beïnvloeden van beleid.
Woord en Daad beschikt daarnaast over zo'n 30 kringloopwinkels verspreid door Nederland die draaien op vrijwilligers. Deze kringloopwinkels dragen jaarlijks voor enkele tonnen bij aan inkomsten.

## Kritiek
In 2016 verscheen er een kritisch artikel in het Nederlands Dagblad waarin de versnippering van christelijke hulporganisaties aan de kaak werd gesteld.  Het grote aantal verschillende organisaties dat vanuit Nederland opereert, is grotendeels ontstaan vanuit verschillende hoeken van de kerkelijke kaart,en samenwerking tussen deze organisaties komt moeilijk van de grond. In 2015 deden Woord en Daad en Stichting Red een Kind een poging tot samenwerking. Door ondersteunende diensten zoals ICT en Financiën te combineren hoopten beide organisaties een besparing van zo'n miljoen euro te bewerkstelligen. Het initiatief strandde echter vroegtijdig.